# Saint-Bonnet-de-Mure
Saint-Bonnet-de-Mure é uma comuna francesa na região administrativa de Auvérnia-Ródano-Alpes, no departamento do Ródano. Estende-se por uma área de 16.34 km². Em 2010 a comuna tinha 6 982 habitantes (densidade: 427,3 hab./km²).